# Pecco
Pecco is een gemeente in de Italiaanse provincie Turijn (regio Piëmont) en telt 222 inwoners (31-12-2004). De oppervlakte bedraagt 2,0 km², de bevolkingsdichtheid is 111 inwoners per km².

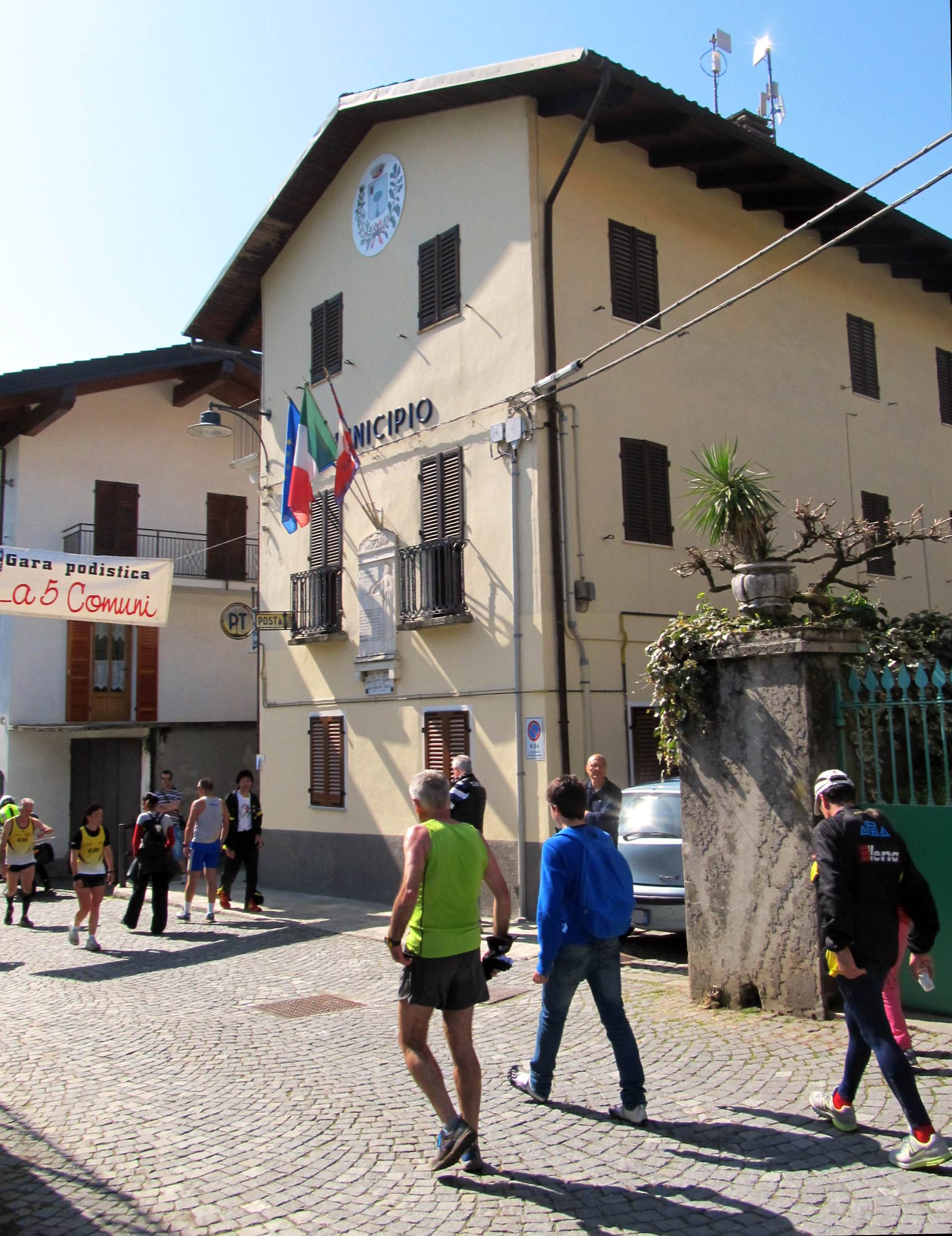
Gemeentehuis
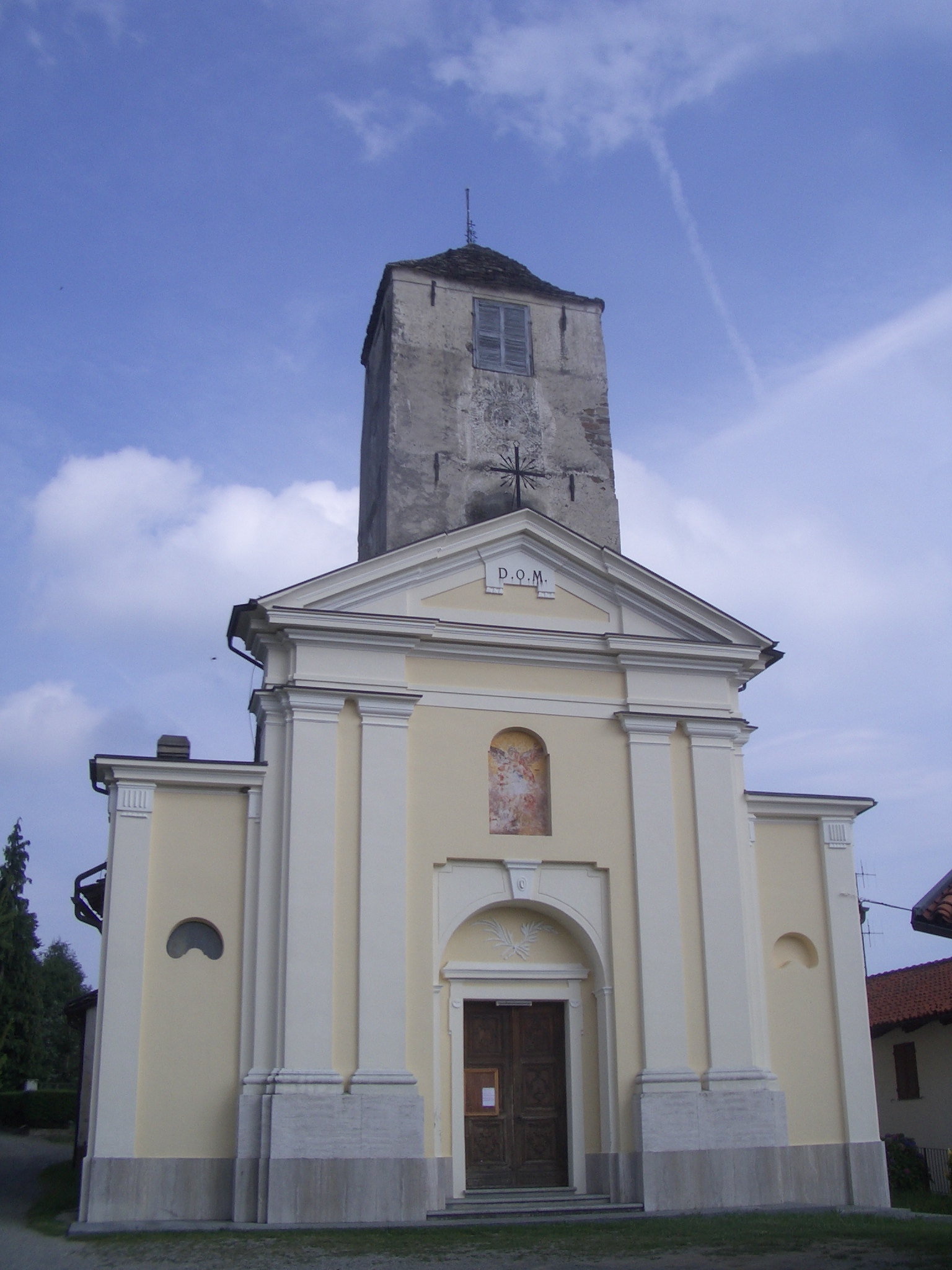
Parochiekerk

## Demografie
Pecco telt ongeveer 116 huishoudens. Het aantal inwoners daalde in de periode 1991-2001 met 11,1% volgens cijfers uit de tienjaarlijkse volkstellingen van ISTAT.
| Jaar | Inwoneraantal |
| ---- | ------------- |
| 1991 | 252           |
| 2001 | 224           |

## Geografie
Pecco grenst aan de volgende gemeenten: Alice Superiore, Alice Superiore, Rueglio, Lugnacco, Vistrorio.
1. ↑  Popolazione Residente al 1° Gennaio 2018. Istituto Nazionale di Statistica. Geraadpleegd op 16 maart 2019.